# Pseudo-inversa
In matematica, e in particolare in algebra lineare, la matrice pseudo-inversa, o pseudo-inversa di Moore-Penrose, di una matrice data {\displaystyle A} si indica con {\displaystyle A^{+}} ed è la generalizzazione della matrice inversa al caso in cui {\displaystyle A} non sia quadrata.
La matrice pseudo-inversa interviene nella soluzione del problema dei minimi quadrati.

## Definizione
Data la matrice {\displaystyle A} di dimensioni {\displaystyle n\times m}, una matrice {\displaystyle A^{+}} di dimensioni {\displaystyle m\times n} è detta pseudo-inversa di {\displaystyle A} se verifica le seguenti quattro proprietà:
- {\displaystyle AA^{+}A=A,}
- {\displaystyle A^{+}AA^{+}=A^{+},}
- {\displaystyle (AA^{+})^{T}=AA^{+},}
- {\displaystyle (A^{+}A)^{T}=A^{+}A.}

Data una matrice {\displaystyle A}, esiste un'unica matrice pseudo-inversa che verifica le precedenti proprietà.
Se la matrice {\displaystyle A} ha rango massimo, esiste una semplice espressione algebrica per determinare la pseudo-inversa. In particolare, data la matrice {\displaystyle A} di dimensioni {\displaystyle n\times m} con {\displaystyle n\geq m} e rango {\displaystyle m}, la matrice pseudo-inversa di {\displaystyle A} è la matrice
{\displaystyle A^{+}=(A^{T}A)^{-1}A^{T},}
ed è un'inversa sinistra, cioè
{\displaystyle A^{+}A=I,}
dove {\displaystyle I} è la matrice identità. Invece, se {\displaystyle A} è di dimensioni {\displaystyle n\times m} con {\displaystyle n\leq m} e rango {\displaystyle n}, la matrice pseudo-inversa è la seguente
{\displaystyle A^{+}=A^{T}(AA^{T})^{-1},}
ed è un'inversa destra, cioè
{\displaystyle AA^{+}=I.}

## Formula generale
Sia {\displaystyle A\in \mathbb {R} ^{n\times m}} una matrice reale di rango {\displaystyle r\leq \min\{n,m\}}. Utilizzando la decomposizione ai valori singolari (SVD) della matrice {\displaystyle A}, si ha
{\displaystyle A=U\Sigma V^{T}}
dove {\displaystyle U\in \mathbb {R} ^{n\times n}}, {\displaystyle \Sigma \in \mathbb {R} ^{n\times m}}, {\displaystyle V\in \mathbb {R} ^{m\times m}}. Le matrici {\displaystyle U,V} sono matrici unitarie; inoltre, in generale, non sono uniche. Invece, la matrice {\displaystyle \Sigma } è unica, è una matrice rettangolare diagonale e contiene tutti i valori singolari della matrice {\displaystyle A} sulla sua diagonale principale, ordinati in ordine decrescente: {\displaystyle \sigma _{1}\geq \sigma _{2}\geq \dots \geq \sigma _{r}>0}. Con tale formulazione, segue che la pseudo-inversa della matrice iniziale è data da
{\displaystyle A^{+}=V\Sigma ^{+}U^{T}}
dove {\displaystyle \Sigma ^{+}\in \mathbb {R} ^{m\times n}} (pseudo-inversa di {\displaystyle \Sigma }) è esplicitamente calcolabile prendendo la trasposta di {\displaystyle \Sigma } e sostituendo ai valori singolari non nulli, {\displaystyle \sigma _{1},\dots ,\sigma _{r}}, il loro reciproco. La dimostrazione della validità della formula segue per calcolo diretto.
Inoltre, utilizzando la riscrittura data dalla SVD, si può verificare che:
{\displaystyle AA^{+}=U{\begin{bmatrix}I_{r\times r}&0_{r\times (n-r)}\\0_{(n-r)\times r}&0_{(n-r)\times (n-r)}\end{bmatrix}}U^{T}}
ed analogamente
{\displaystyle A^{+}A=V{\begin{bmatrix}I_{r\times r}&0_{r\times (m-r)}\\0_{(m-r)\times r}&0_{(m-r)\times (m-r)}\end{bmatrix}}V^{T}}.
Tutte le formule precedenti valgono anche nel caso di matrici complesse, a patto di sostituire il trasposto con il trasposto coniugato.

## Proprietà
- La pseudo-inversa della pseudo-inversa è la matrice iniziale: {\displaystyle (A^{+})^{+}=A}.
- Se {\displaystyle A} è quadrata con rango massimo allora la pseudo-inversa coincide con la matrice inversa standard: {\displaystyle A^{+}=A^{-1}}.
- La pseudo-inversa della trasposta è la trasposta della pseudo-inversa: {\displaystyle (A^{+})^{T}=(A^{T})^{+}}.